# Врбовљани
Врбовљани су насељено мјесто у Западној Славонији. Припадају општини Окучани, у Бродско-посавској жупанији, Република Хрватска.

## Географија
Врбовљани се налазе око 3 км југозападно од Окучана.

## Историја
Место је између два пописа, 1847. и 1867. године изгубило 31 становника Срба; са 1136. спао им је број на 1105.
Било је 1885. године село Врбовљани у саставу Новоградишког изборног среза за српски црквено-народни сабор у Карловцима. Тада је у њему записано 1105 душа.
Врбовљани се налазе на простору некадашње Војне крајине, а од распада Југославије до маја 1995. године су били у саставу Републике Српске Крајине.

### Рат 1991—1995.
У Врбовљанима се налази масовна гробница 52 жртве српске националности које су страдале током 1. и 2. маја 1995. године у хрватској војно-полицијској акцији под називом „Бљесак“. Током ове хрватске војно-полицијске акције, српско становништво се у колони спаса кретало ка мосту преко Саве у правцу Републике Српске, у којој су тражили спас. Највећи број сахрањених жртава у овој гробници су Срби из села Нови Варош који су убијени у колони спаса, док су остаци три или четири жртве из Бенковца код Окучана.

## Становништво
Врбовљани су се у вријеме пописа становништва 1961. налазили у саставу општине Окучани, а у вријеме наредних пописа становништва све до маја 1995. су били у саставу општине Нова Градишка.
Према попису становништва из 2011. године, насеље Врбовљани је имало 230 становника.
| Националност       | 2001. | 1991. | 1981. | 1971. | 1961. |
| Срби               | 105   | 476   | 454   | 609   | 558   |
| Хрвати             | 179   | 35    | 29    | 52    | 43    |
| Југословени        | —     | 28    | 113   | 5     | 1     |
| остали и непознато | 18    | 12    | 10    | 6     | 5     |
| Укупно             | 302   | 551   | 606   | 672   | 607   |

| Демографија | Демографија | Демографија |
| Година      | Становника  | Становника  |
| ----------- | ----------- | ----------- |
| 1921.       | 711         |             |
| 1931.       | 775         |             |
| 1948.       | 675         |             |
| 1953.       | 644         |             |
| 1961.       | 607         |             |
| 1971.       | 672         |             |
| 1981.       | 606         |             |
| 1991.       | 551         |             |
| 2001.       | 302         |             |
| 2011.       |             | 230         |

## Попис 1991.
На попису становништва 1991. године, насељено место Врбовљани је имало 551 становника, следећег националног састава:
| Попис 1991.‍  | Попис 1991.‍  | Попис 1991.‍ | Попис 1991.‍ | Попис 1991.‍ |
| ------------ | ------------ | ----------- | ----------- | ----------- |
|              |              |             |             |             |
| Срби         | Срби         |             | 476         | 86,38%      |
| Хрвати       | Хрвати       |             | 35          | 6,35%       |
| Југословени  | Југословени  |             | 28          | 5,08%       |
| Македонци    | Македонци    |             | 2           | 0,36%       |
| неопредељени | неопредељени |             | 3           | 0,54%       |
| непознато    | непознато    |             | 7           | 1,27%       |
| укупно: 551  |              |             |             |             |